# Pectocarya setosa
Pectocarya setosa är en strävbladig växtart som beskrevs av Asa Gray. Pectocarya setosa ingår i släktet Pectocarya och familjen strävbladiga växter. Inga underarter finns listade i Catalogue of Life.

## Bildgalleri

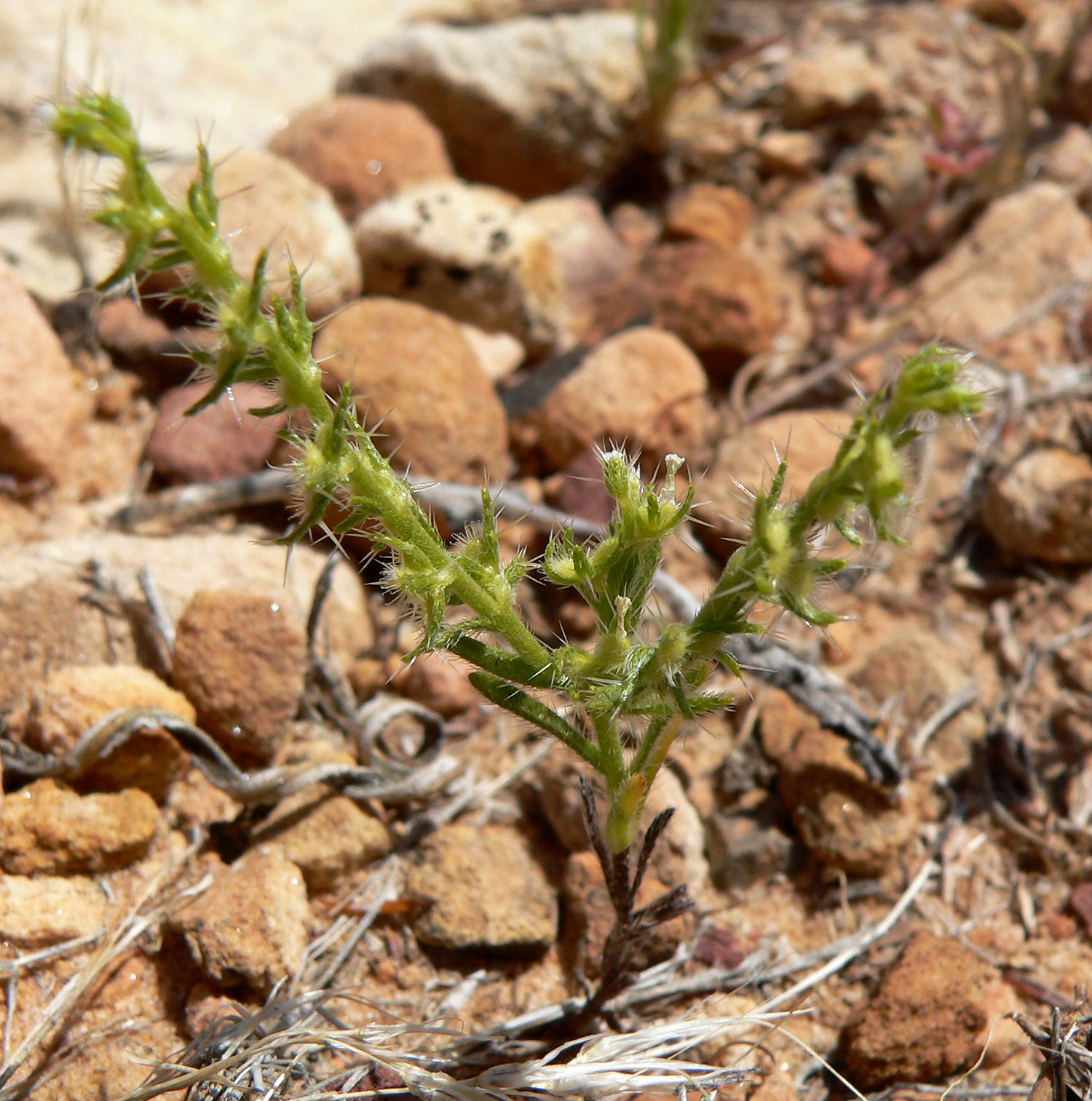
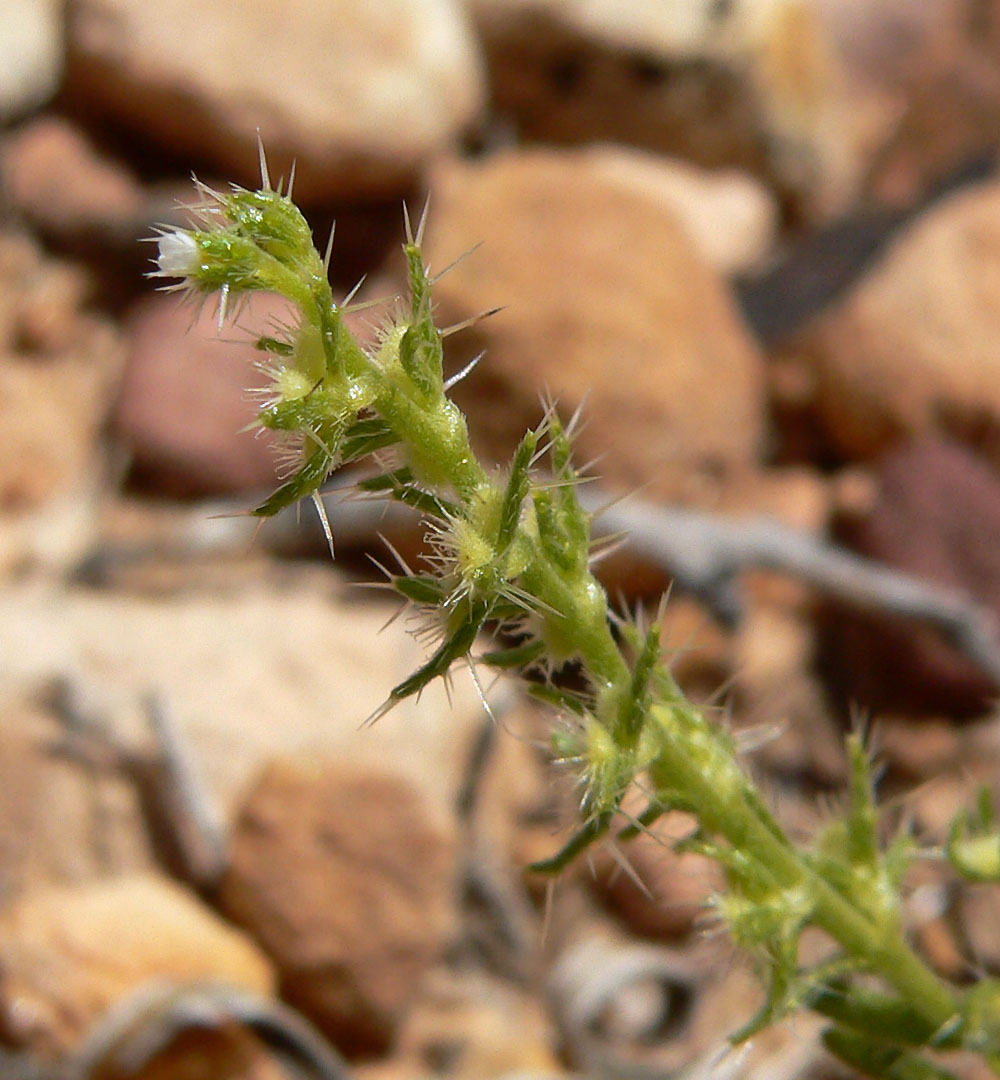